# Městská památková zóna Dejvice, Bubeneč, horní Holešovice

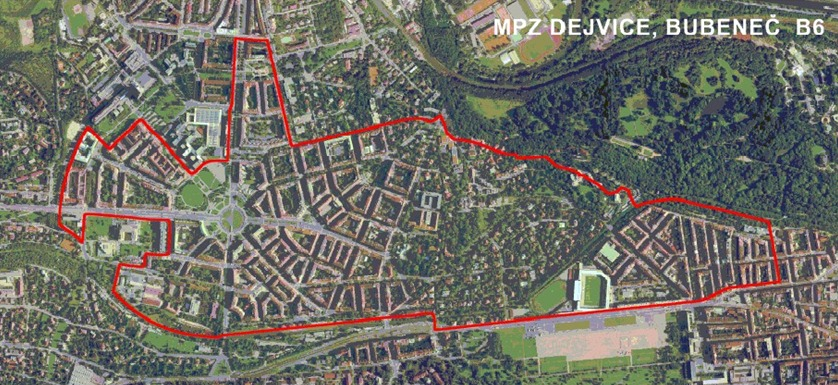
Vymezení dejvické a bubenečské části zóny

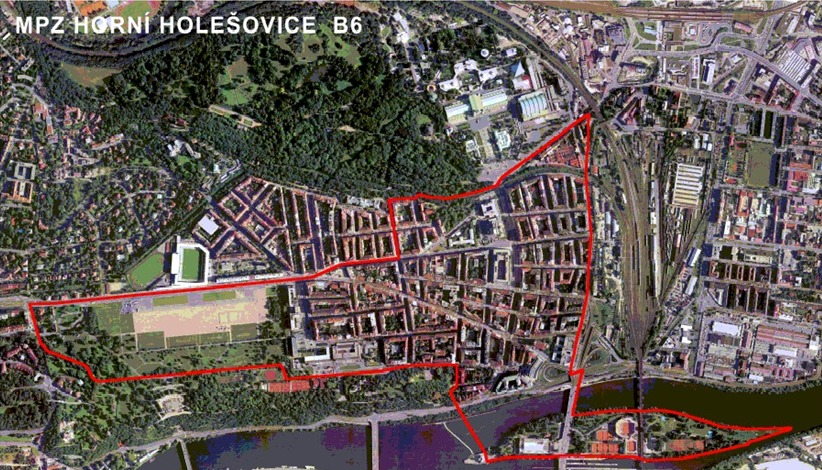
Vymezení holešovické části zóny

Městská památková zóna Dejvice, Bubeneč, horní Holešovice v Praze zahrnuje oblast Letné a jejího blízkého okolí. Byla ustanovena vyhláškou hl. m. Prahy ze dne 28. září 1993. Zahrnuje jak zbytky historického venkovského jádra Bubenče, tak charakteristickou plánovitě pojatou moderní zástavbu převážně z konce 19. století a zejména první poloviny 20. století. 

## Vymezení
Přestože zónu tvoří souvislé území, ve vyhlášce je prezentováno dvěma mapkami, zvlášť jako MPZ Dejvice, Bubeneč a zvlášť jako MPZ horní Holešovice. 

### Dejvice
Do památkové zóny spadá část Dejvic v okolí Vítězného náměstí, která tvoří urbanistický celek s přilehlou částí Bubenče. 
Severně od Evropské ulice k zóně patří klín území k Technické ulici, tedy bloky kolejí a činžovních domů: blok se Sinkuleho kolejí ČVUT, blok s Dejvickou kolejí ČVUT, park u Thákurovy ulice, blok s Masarykovou kolejí ČVUT s přilehlou budovou Masarykova ústavu vyšších studií, blok katolické teologické fakulty a semináře, mezi Zikovou a Technickou ulicí pak dva bloky VŠCHT. Novější budovy ČVUT severně od Technické ulice, stavební fakulta ani nová budova technické knihovny již do zóny nepatří. K zóně všem patří parková plocha Vítězného náměstí až po Šolínovu ulici.  
Na jihu je zóna ohraničena železniční tratí (bývalou Buštěhradskou drahou), po níž v západnější části vede hranice Střešovic. Do zóny patří vojenský areál v okolí ulice Generála Píky a přilehlá činžovní zástavba. Hotel Diplomat se svým okolím však již do zóny nepatři, v této části je plocha zóny vykouslá až k Banskobystrické ulici. Naopak zahrnutá do zóny je budova střední pedagogická školy u Gymnazijní ulice. K zóně patří činžovní bloky kolem Kafkovy a Buzulucké ulice i blok s Generálním štábem Armády ČR. 
Východně od Svatovítské ulice k zóně patří celá část Dejvic až k hranici Bubenče. Dominantou této části je kromě dejvického nádraží s Bachmačským náměstím ještě Husův sbor ve Wuchterlově ulici s nepojmenovaným prostranstvím před ním, východněji pak je přirozeným centrem křižovatka před dejvickou sokolovnou poblíž stanice metra Hradčanská. Na jižní hranici území Pražské památkové rezervace nenavazuje, jeho severní hranicí je až ulice Na valech. 

### Bubeneč
Bubenečskou část zóny tvoří pás se třemi hlavními částmi: 
- okolí Vítězného náměstí, navazující na dejvickou část zóny, na severu ohraničená ulicemi Zelená, Terronská, Rooseveltova
- centrum starého Bubenče a vilová diplomatická čtvrť v okolí ulice Pod kaštany, na severu ohraničeno hranicí Stromovky, na jihu ulicí Milady Horákové
- bubenečská část Letné, patřící k Praze 7: na severu ohraničena železniční tratí a na jihu ulicemi Milady Horákové a Veletržní. Do zóny patří i stadion Sparty. Na východě navazuje holešovická část zóny.

### Holešovice
- Severně od Veletržní ulice je zóna ohraničena železniční tratí podél Stromovky a ulicí U Výstaviště, východní hranici tvoří ulice Bubenská, k zóně patří i blok u ulice Na šachtě.
- Jižně od ulice Milady Horákové a Veletržní k zóně patří část Letenské pláně, resp. severní část Letenských sadů, včetně bloku zástavby s bývalou hospodou Na Špejchaře a s izraelským velvyslanectvím a včetně tramvajové smyčky Špejchar. Jižní hranici tvoří hranice Pražské památkové rezervace, tedy cesta vedoucí severně od dětských hřišť a sportovního areálu a dále Kostelní ulice až po ulici Františka Křížka. Mezi prodlouženou osou ulice Františka Křížka a Bubenskou ulicí patří k zóně celý pás zastavěného území, pokračující přes nábřeží a Vltavou až na ostrov Štvanice.
- Celý ostrov Štvanice včetně části Hlávkova mostu přemosťující severní (levé) vltavské rameno.

## Památky v MPZ
Do území památkové zóny spadá řada kulturních památek.
Na území Dejvic jsou to pouze dvě: 
- nádraží Praha-Dejvice, které je nejstarším nádražím na území Prahy
- Husův sbor.

Na území Bubenče na území Prahy 7 je to 8 památek, a to 
- letenská vodárenská věž,
- Škola architektury AVU,
- ateliéry AVU
- Kolej Mikoláše Alše (bývalý hotel Belvedere),
- činžovní blok Molochov,
- činžovní domy čp. 587 a 953,
- strážní domek Buštěhradské dráhy čp. 74.
- v evidenci MonumNetu je samostatně veden ještě dům čp. 101, který je navržený k prohlášení památkou.

Na území Bubenče na území Prahy 6 je to asi 28 památek: 
- Kostel svatého Gotharda
- fara čp. 32
- bývalá radnice a škola čp. 8 a 26
- restaurace Na Slamníku čp. 12
- usedlost čp. 15
- domy čp. 16, 17, 27 (nizozemské velvyslanectví), 28, 33, 54, 59
- Lannova vila čp. 1
- Pelléova vila čp. 91
- vila čp. 112
- Suchardova vila čp. 151
- Suchardova vila s ateliérem čp. 248
- Koulova vila čp. 153
- Vila dr. Náhlovského čp. 284
- činžovní dům Skleněný palác čp. 728
- činžovní domy čp. 322, 368, 369, 370, 892
- Vojenský zeměpisný ústav čp. 620
- pomník Karla Bendla
- socha Mír od Karla Hladíka z 20. let 20. století na náměstí Svobody
- zanikly nebo byly zbaveny ochrany domy čp. 4, 5, 37 a 64.
- v evidenci MonumNetu je samostatně veden rodinný dům čp. 34, který je navržen na prohlášení kulturní památkou.

Na území horních Holešovic cca 32 kulturních památek: 
- Hlávkův most.
- Kostel svatého Antonína
- Kostel svatého Klimenta
- Holešovické lázně čp. 848
- mateřská škola čp. 851
- sokolovna čp. 852
- činžovní domy čp. 36, 245, 386, 425 společně s 426, 612, 673, 675, 693, 694, 741, 760, 811, 845, 911, 1119, 1174, 1176
- pošta čp. 383
- Palác Letná čp. 387
- Ministerstvo vnitra čp. 1498
- Národní technické muzeum čp. 1320 a Národní zemědělské muzeum čp. 1300
- Veletržní palác čp. 530
- budova Elektrických podniků čp. 1497
- budova Státní plánovací komise čp. 1000
- klasicistní vila na Štvanici čp. 858
- Zimní stadion Štvanice čp. 1125 (zčásti zbourán, ale ochrana trvá)
- činžovní dům čp. 374 je navržen na prohlášení kulturní památkou.